# Flugunfall der Airtaco in Stockholm 1951
Der Flugunfall der Airtaco in Stockholm 1951 ereignete sich am 14. Juli 1951. An diesem Tag stürzte eine Lockheed 14 Super Electra der Airtaco, mit der ein Frachtflug von Stockholm nach Jönköping durchgeführt werden sollte, unmittelbar nach dem Start ab. Bei dem Unfall wurden vier der sechs Insassen an Bord der Maschine getötet.

## Maschine
Die Maschine war eine 1938 gebaute Lockheed 14 Super Electra mit der Werknummer 1421. Am 7. Juni 1940 wurde die Maschine mit dem Luftfahrzeugkennzeichen G-AGBG und dem Taufnamen Lowicz auf die British Overseas Airways Corporation zugelassen, bei der sie bis zum 30. März 1951 in Betrieb blieb. Anschließend übernahm die Airtaco die Maschine und ließ sie mit dem Kennzeichen SE-BTN zu. Das zweimotorige Zubringerflugzeug war mit zwei Sternmotoren des Typs Pratt & Whitney Hornet S1E-G mit je 760 PS (ca. 560 kW) zugelassen.

## Passagiere, Besatzung und Fracht
Es befand sich eine zweiköpfige Besatzung an Bord der Maschine, bestehend aus einem Flugkapitän und einem Ersten Offizier. Darüber hinaus hatten vier Passagiere den Flug angetreten. Die Fracht bestand aus Zeitungen.

## Unfallhergang
Am Unfalltag herrschten gute Wetterbedingungen. Der Flug wurde daher als Sichtflug durchgeführt. Die Maschine hob um 04:17 Uhr Ortszeit von der Startbahn 13 des Flughafens Stockholm/Bromma ab. Als die Maschine eine Höhe von 20 Metern erreicht hatte, verlor das steuerbordseitige Triebwerk plötzlich an Leistung. Während die Maschine eine Rechtskurve im Anfangssteigflug flog, kam es plötzlich zu einem Strömungsabriss. Die Maschine schlug schließlich auf der Kreuzung der beiden Start- und Landebahnen auf, wobei drei Passagiere und der Flugkapitän getötet wurden. Der Erste Offizier und ein Passagier überlebten schwer verletzt.

## Ursache
Bei der Unfalluntersuchung wurde festgestellt, dass es zu dem Triebwerksausfall gekommen war, nachdem der Tank so leer war, dass der Treibstoff nicht einmal für den Steigflug ausgereicht hätte. Die Piloten hatten jedoch das Treibstoffventil entgegen dem Flughandbuch auf den steuerbordseitigen und nicht auf den backbordseitigen Tank geschaltet, weswegen das Triebwerk durch Treibstoffmangel ausfiel. Die Tatsache, dass der Flugkapitän das Treibstoffventil vor dem Abflug nicht kontrolliert hatte, wurde auf den Umstand zurückgeführt, dass er vor dem Abflug nicht ausreichend geschlafen hatte. Der Flugkapitän war in den vorangegangenen 14 Tagen täglich auf Flügen eingesetzt worden, wobei er eine Gesamtflugzeit von 47 Stunden absolviert hat. Innerhalb dieses Zeitraumes hatte er maximal vier Stunden pro Ruhephase geschlafen. Die Unfallumstände ergaben zudem, dass der Flugkapitän die Flugzeugnase hochgezogen hatte, bevor die Maschine eine sichere Abhebegeschwindigkeit erreichen konnte. Nach dem Triebwerksausfall habe der Kapitän nicht versucht, den Start mit einem Triebwerk fortzusetzen, sondern bemühte sich, das ausgefallene Triebwerk neu zu starten, indem er die Kraftstoffhandpumpe bediente. Die Handlungen im Cockpit wurden auf die extreme Übermüdung des Kapitäns zurückgeführt.

## Mögliche Steuerung der Maschine durch einen Unbefugten
Unabhängig von der Übermüdungsthese wurden im Rahmen der Unfalluntersuchung Indizien entdeckt, die darauf hinwiesen, dass der Flugkapitän während des Starts nicht die Funktion des Flugkapitäns ausübte. So wurde bekannt, dass der Flugkapitän einen der auf diesem Flug anwesenden Passagiere bei einem Flug fünf oder sechs Jahre zuvor ans Steuer gelassen hatte, wobei der Passagier nie einen Start oder eine Landung durchgeführt hatte. Diese Umstände ließen mutmaßen, dass der Passagier auf diesem Flug die Maschine gesteuert hatte. So wurden auch Kleidungsfasern des Passagiers an einer Stelle vorgefunden, die den Schluss zulassen würden, dass er im linken Pilotensitz gesessen hatte, während der Leichnam des Flugkapitäns in einiger Entfernung vom Hauptwrack und zu dessen rechter Seite liegend vorgefunden wurde. Dies ließ den Schluss zu, dass der Flugkapitän während des Starts im rechten Pilotensitz gesessen oder hinter den Pilotensitzen gestanden hatte. Sollte der Passagier im Sitz des Flugkapitäns gesessen haben, wäre es dem Flugkapitän unmöglich gewesen, unmittelbar korrigierend einzugreifen, da die Maschine nicht mit einer Doppelsteuerung ausgestattet gewesen war. Die Indizien konnten nicht als Beweise herangezogen werden. Auch eine Befragung des einzigen überlebenden Passagiers und damit des einzigen unbefangenen Zeugen ergab keine verwertbaren Ergebnisse, da er zwar einen Wechsel der Sitzplätze in der Maschine wahrgenommen hatte, jedoch die anderen Insassen der Maschine nicht kannte und daher nicht sagen konnte, ob zum Unfallzeitpunkt alle Insassen auf ihren rechtmäßigen Plätzen gesessen hatten.